# Стінтіно
Стінтіно (італ. Stintino, сард. Istintìnu) — муніципалітет в Італії, у регіоні Сардинія,  провінція Сассарі.
Стінтіно розташоване на відстані близько 370 км на захід від Рима, 210 км на північ від Кальярі, 36 км на північний захід від Сассарі.
Населення — 1616 осіб (2014).

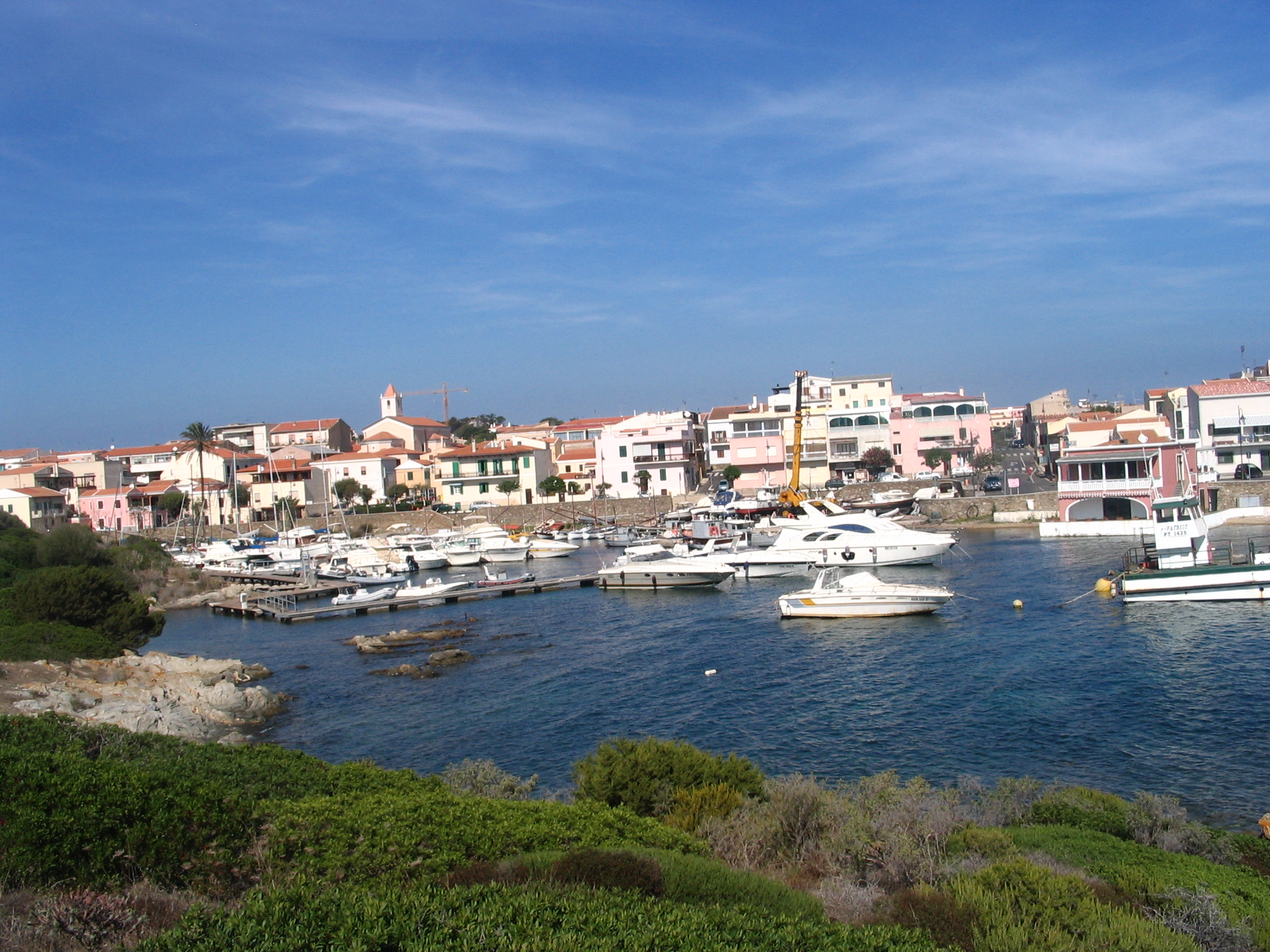

Щорічний фестиваль відбувається 8 вересня. Покровитель — Beata Vergine della Difesa.

## Демографія
Населення за роками:

Станом на 1 січня 2023 року в муніципалітеті офіційно проживало 25 іноземців з 17 країн, серед них 9 громадян країн Євросоюзу та 1 громадянин України.

## Сусідні муніципалітети
- Сассарі